# هيجة الهرد (العدين)

تعديل مصدري - تعديل

هيجة الهرد محلة تابعة لقرية الخصيفا، التابعة لعزلة قصل بمديرية العدين إحدى مديريات محافظة إب في الجمهورية اليمنية.، بلغ تعداد سكانها 30 حسب تعداد اليمن لعام 2004.